# Niwa (Grabie)
Niwa – część wsi Grabie w Polsce położona w województwie małopolskim, w powiecie bocheńskim, w gminie Łapanów.
W latach 1975–1998 Niwa należała administracyjnie do województwa tarnowskiego.